# Stunfest
Le Stunfest est un festival de jeux vidéo rennais d'envergure européenne,. D'abord spécialisé dans le retrogaming et les jeux de combat. Le nom du festival vient du mot « stun » qui dans l’univers du jeu vidéo de combat désigne l’étourdissement d’un personnage lorsqu’il ne peut plus agir. Le Stunfest est aujourd'hui un événement consacré aux jeux vidéo, où chacun peut venir jouer à des jeux aussi bien grand public qu'originaux. Il se déroule tous les ans au printemps et est organisé par l'association rennaise 3 Hit Combo. Le festival a accueilli plus de 11 000 spectateurs en 2018.

## Histoire
La première édition du festival s'est déroulée en 2005 à la maison de quartier la Touche à Rennes et a réuni alors une centaine de personnes. Le festival s'est ensuite déplacé à l'Espace des Deux Rives pendant trois ans, puis dans l'espace culturel le Triangle pour une édition. Le festival s'est ensuite déroulé de 2011 à 2013 à l'INSA de Rennes, sur le campus de Beaulieu.
A partir 2014, l'événement se déroule au Liberté de Rennes. À cette occasion, l'association effectue un crowdfunding, afin de financer l'événement. Le montant récolté est de 25 808 €. Un financement participatif est reconduit pour l'édition 2015 et atteint 10 655 €.
Au fil des années le festival a évolué, proposant en plus des compétitions de jeux de combat, des concerts, des conférences, des projections, des animations, du retro-gaming, des bornes d’arcade et des jeux musicaux, et plus récemment des espaces consacrés aux jeux vidéo indépendants.
En octobre 2016, l'association 3 Hit Combo annonce par communiqué que l'édition 2017 n'aura pas lieu. La volonté est de faire une pause face à l'ampleur grandissante de l'évènement et de revenir en 2018. Le 25 mai 2018, 3 Hit Combo publie un communiqué de presse où l'association annonce qu'elle affiche un déficit de 70 000 € au sortir de l'édition 2018 du festival.
En conséquence de la pandémie de Covid-19, l'édition 2020 du festival est annulée et l'édition 2021 se déroule en ligne uniquement sur Twitch.
En 2022, le Stunfest se déplace dans quatre nouveaux sites : la Salle de la cité, le Jeu de Paume, le Théâtre du Vieux Saint-Etienne et le Couvent des Jacobins qui accueille 500 e-sportifs. Le festival introduit ADDON, des conférences et espaces de travail pour les professionnels du secteur du jeu vidéo,. En 2023, le festival retrouve sa configuration pré-COVID, avec une organisation sur trois jours au Liberté. Cette édition ne permet pas d'assainir les comptes de l'association, en équilibre précaire depuis des années. Face à ces difficultés économiques, l'association organisatrice annonce la suspension du Stunfest pour l'année 2024 et le licenciement économique de 5 de ses 7 salariés,.

## Fonctionnement
Le festival se déroule chaque année au printemps, sur un week-end de trois jours, du vendredi au dimanche. Chaque année, des joueurs du monde entier se déplacent au Stunfest pour participer aux différents tournois qui sont organisés. La liste des tournois évolue mais certains jeux cultes restent à l'affiche depuis la première édition du salon tel que Street fighter 2 ou la série des King of Fighters.
En marge des tournois, des animations ouvertes au public sont en libre services, notamment des dizaines de bornes d'arcades et des consoles d'anciennes génération. Des développeurs indépendants sont présents sur place pour présenter leurs projets en cours et gagner en notoriété. Des prix sont remis parmi les sélections de jeux vidéos présentés au Stunfest : un Grand Prix, un Prix Espoir, un Prix du public attribué par les visiteurs et un Prix Coup de cœur sélection jeune attribué par un jury de jeunes entre 14 et 18 ans. Enfin, des conférences sont organisés avec des professionnels du jeu vidéo ou des domaines connexes, afin de débattre soit sur les mécanismes du jeu vidéo ou l'apport du jeu vidéo dans la société. Depuis 2021, elles sont retransmises sur Twitch.

### Tournois
Les tournois officiels sont organisés par l'association 3HitCombo, tandis que les tournois non officiels sont organisés par des associations partenaires qui disposent de stands sur le salon, ou encore par des éditeurs de jeux qui sont eux aussi représentés par des stands.
Les tournois se déroulent durant la matinée. Les demi-finales et la finale ont lieu sur la scène principale et sont commentées par des commentateurs professionnels de jeux vidéo tel que Ken Bogard.
Les joueurs peuvent se pré-inscrire sur internet. En 2015, avec un total de 350 participants, c'est devenu l'un des dix plus gros championnats du monde. En 2021, les tournois ont en majorité lieu sur Twitch et donnent lieu à près d'un million de vues en ligne. En 2022, plusieurs tournois sont organisés au Couvent des Jacobins à Rennes, parmi lesquels Street fighter V.

### Conférences
Plusieurs conférences sont organisées par Yann Chauvière sur des thèmes précis du jeu vidéo. Chaque édition du Stunfest propose entre une dizaine et une quinzaine de conférences dans lesquelles interviennent des personnalités du monde du jeu vidéo francophone (Gabriel Corbel, Alexis Blanchet, Olivier Lejade, La Développeuse du Dimanche ou Pia Jacqmart entre autres) ainsi que des personnalités invitées spécialement pour les thèmes des conférences. On peut dégager quatre axes majeurs dans les différentes conférences : place d'un certain élément dans le jeu vidéo, comparaison entre le jeu vidéo et un autre modèle d'amusement, l'importance de différentes mécaniques dans le jeu vidéo et le rôle du jeu vidéo dans la société actuelle.
Depuis 2022, ces conférences ont évolué et se déroulent désormais en amont du festival, avec du networking orientés pour les professionnels du secteur du jeu vidéo, sous le nom d'ADDON.

## Fréquentation
| 2005 | 2009  | 2010  | 2011  | 2012  | 2013  | 2014  | 2015   |
| ---- | ----- | ----- | ----- | ----- | ----- | ----- | ------ |
| 100  | 2 000 | 2 500 | 3 000 | 5 000 | 6 000 | 9 000 | 12 000 |

| 2016   | 2018   | 2019   | 2020               | 2021                | 2022   | 2023   | - |
| ------ | ------ | ------ | ------------------ | ------------------- | ------ | ------ | - |
| 12 000 | 11 000 | 13 000 | Annulée (Covid-19) | En ligne (Covid-19) | 11 500 | 10 000 | - |

## Site officiel
- Site officiel